# マルティン・ルイス・グスマン

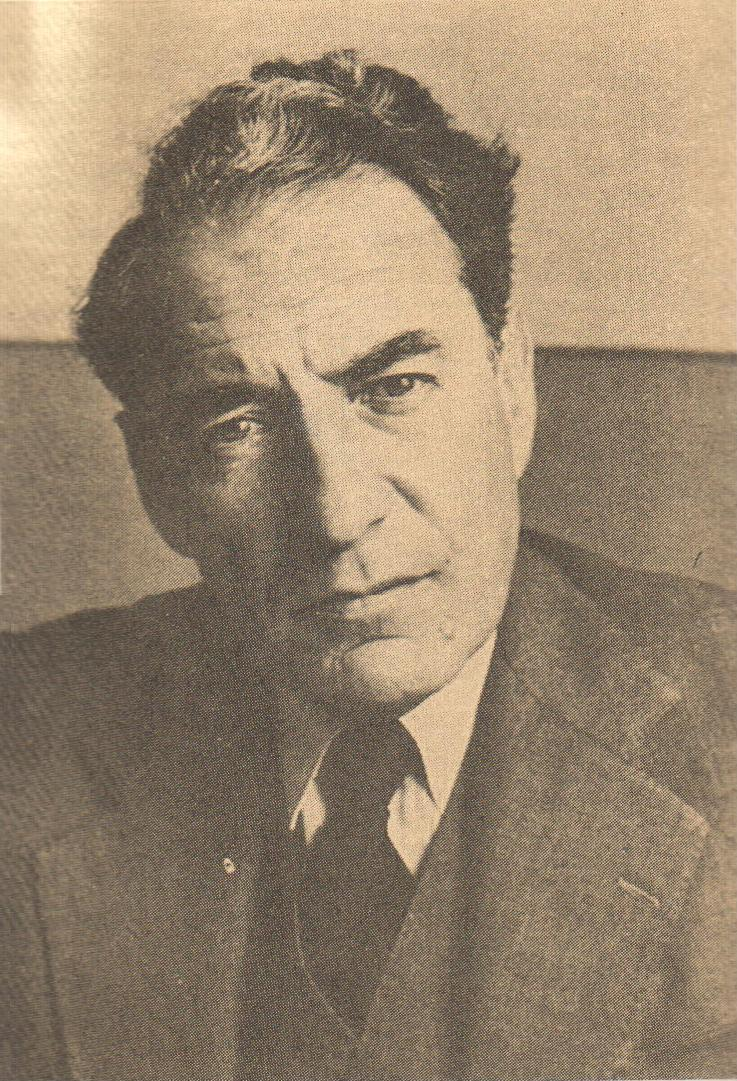
マルティン・ルイス・グズマン

マルティン・ルイス・グスマン（Martín Luis Guzmán、1887年10月6日 - 1976年12月22日）は、メキシコの作家。ジャーナリストや政治家、外交官としても多彩に活動を行なった。マリアーノ・アスエラやネリー・カンポベッロとともに1910年から始まったメキシコ革命に感化されて生まれた革命小説の先駆者として活躍した。また、メキシコ革命で活躍したフランシスコ・ヴィラの革命軍の顧問として革命に関与し、のちに政敵と見なされたため、アメリカやスペインで亡命生活を送りながらも執筆活動を続ける。新聞や週刊誌の創刊・監修し、出版社を設立。1958年にはメキシコで国家文学賞を受賞する。

## 生涯
彼は1887年10月6日にメキシコ合衆国チワワ州チワワで生まれるが、生まれて間も無くメキシコシティに移住した。彼は新聞”El Imparcial”の編集者として新聞の編纂に関わり、また、彼はアリゾナ州フェニックスのメキシコ領事館に勤務する。彼はメキシコ国立自治大学の事務局に務めながら法学を学ぶ。フランシスコ・マデロの支持者の1人であった彼は、1914年にパンチョ・ビリャの革命軍に参加し、将軍の顧問として働きながら、ウエルタ政府への野党新聞、”El Honor Nacional”を創刊。また、この時の経験から、5巻にわたるビリャの伝記である”Memorias de Pancho Villa ”（1940）を執筆することになる。
しかし、メキシコ革命中ビリャ率いる北部軍が敗北し、政敵として身を追われる立場になり、1914年にヨーロッパに渡り、スペインの週刊誌”España”への記事の寄稿を始める。メキシコの問題や制約に対する彼の意見をまとめた”La querella de México”が彼の最初の出版となる。1916年から1920年まではアメリカで亡命生活を送る。彼はそれまでの功績からスペインで知識人として認められていたため、週刊誌”España”を代表して短期間ではあるものの、ミネソタ大学のコースで教鞭を取った。1917年からニューヨークでスペイン語の雑誌である”El Gráfico"を監修し、また、”Universal”という雑誌ともコラボレーションする。彼がそれらの雑誌に出版した記事で、1920年に彼の2番目の本である”A orillas del Hudson.”を出版した。
1920年に一時的にメキシコに戻った後はジャーナリストとして活動を続け、1922年には夕刊"El Mundo"を創刊。当時の外務大臣であった、アルベルト・J・パーニの個人秘書に任命され政界復帰を果たす。しかし、当時の政権を握っていたアルバロ・オブレゴン大統領との方針と彼の方針が度々衝突していた。1923年、彼が支援していたアドルフォ・デ・ラ・ウエルタがオブレゴン政権に対して革命宣言し内戦に発展した結果、デ・ラ・ウェルタ側が鎮圧されたため、彼もデ・ラ・ウェルタとともに追放され、1924年から1936年まで再びスペインのマドリードで10年以上の亡命生活を余儀無くされる。亡命先のマドリードで彼は”El Sol"と”La Voz”を監修しながら、執筆活動を続け、”El águila y la serpiente”（1928）を出版。
ラサロ・カルデナスがプルタルコ・エリアス・カリェスを裏切り政権を握ったのをきっかけに1936年メキシコに戻り”Memorias de Pancho Villa ”（1940）の執筆を開始する。
彼は、ラファエル・ヒメネスシレスとともに社説"Ediapsa"を設立。1942年に自身が設立し監修した雑誌”Tiempo”はアメリカで一番の政治文学雑誌の一つとなり生涯、編集長を務める。メキシコ言語アカデミーは彼の功績を認め、1940年にメキシコ言語アカデミーのメンバーに任命、1954年2月19日に常任メンバーとして彼は全米自由教科書委員会の議長を務めることになる。1958年に文学・言語学部門でメキシコ国家芸術科学賞を受賞した。
1953年から1958年までメキシコの国連大使を務める。また彼は当時メキシコ国内でも有名人となっており、1970年から1976年まで上院議員を務める。1976年12月22日に急性心筋梗塞で死去した。

## 作品について
グスマンの性格および作品は、自由主義政治家、戦闘ジャーナリスト、歴史的背景を持つ小説家としての3つの彼の側面を大いに反映している。
メキシコの国家的アイデンティティの真髄を反映し革命活動家の性格にも影響を及ぼしたとされる”El águila y la serpiente”（1928）や1920年代のメキシコの政治的混乱を描いた”La sombra del caudillo”（1929）のほか”Mina el mozo, héroe de Navarra” (1932）”Muertes históricas” (1958）”Crónicas de mi destierro”（1963）などが彼の代表作に挙げられる。

### 作品一覧
- La querella de México (1915)
- A orillas del Hudson (1920)
- El águila y la serpiente (1928)
- La sombra del caudillo (1929)　(翻訳：『ボスの影』、寺尾隆吉訳、幻戯書房、2020年[7])
- Aventuras democráticas (1931)
- Mina al mozo: Héroe de Navarra (1932)
- Filadelfia: Paraíso de conspiradores (1933)
- Kinchil (1946)
- Memorias de Pancho Villa (1951)
- Apunte sobre una personalidad (1954)
- Muertes Históricas (1958)
- Islas Marías, novela y drama (1959)
- Pábulo para la historia (1961)
- Necesidad de cumplir las Leyes de Reforma (1963)
- Febrero de 1913 (1963)
- Crónica de mi destierro (1964)

## ソース
- ブリタニカ百科事典